# Prolaz Guadeloupe
Prolaz Guadeloupe je tjesnac u Karibim. Odvaja Gvadalupu od Montserrata i Antigve i Barbude.